# Москвитин, Филипп Александрович
Филипп Александрович Москвитин (род. 20 декабря 1974 года, Иркутск, Иркутская область, РСФСР, СССР) — российский художник, член-корреспондент РАХ (2022).

## Биография
Родился 20 декабря 1974 года в семье художника в Иркутске, живёт и работает в Москве.
В 1992 году — окончил Московскую среднюю художественную школу при институте имени В. И. Сурикова.
В 1998 году — окончил портретную мастерскую Российской академии живописи, ваяния и зодчества, руководитель профессор Л. С. Хасьянова, а в 2001 году — окончил ассистентуру-стажировку там же, руководитель профессор И. С. Глазунов.
С 1999 года — член Творческого союза художников России, с 2003 года — член Московского союза художников, с 2006 года — член Союза художников России.
С 2001 года — преподаватель, с 2002 года — старший преподаватель, с 2003 по 2009 годы — доцент Российского православного института святого Иоанна Богослова.
С 2012 года — избран членом-корреспондентом Академии российской словесности.
С 2016 года — избран советником Российской академии естественных наук.
С 2018 года — избран членом-корреспондентом Российской академии естественных наук.
В 2022 году — избран членом-корреспондентом Российской академии художеств от Отделения живописи.
Член Центрального совета Общероссийского общественного движения «Россия православная», член редакционного совета литературного журнала «Родная Ладога» (Санкт-Петербург).

## Творческая деятельность
Основные произведения
- в области церковно-монументального искусства: три иконостаса и иконы Троицкого храма Аносиной пустыни (Аносино, 1999—2004); икона святых Царственных мучеников (икона Царской семьи) для Тихоновой пустыни (1999, 240*200); три иконостаса и иконы храма Всемилостивого Спаса (Дмитров, 2017—2022); роспись крипты храма Святителя Николая (Ницца, 2019—2022); роспись алтаря храма Святителя Николая в Пыжах (Москва, 2019—2022); Вятская икона Божией Матери (2007)
- станковые работы: «Перенесение мощей святого патриарха Тихона» (1997—2001, холст, масло, 185*315); «Гражданин Кузьма Минин и князь Дмитрий Пожарский. 1612 год» (2008, холст, масло, 130*140); «Семнадцать апостолов, миссионеров и православных просветителей Сибири, Китая, Японии и Америки» (2016, холст, масло, 160*220); портрет патриарха Тихона (2017, холст, масло, 220*210) и многие другие.

Произведения представлены в собраниях Екатеринбургского музея изобразительных искусств, Псковского музея-заповедника, Музейного ресурсного центра (Ноябрьск), Ливадийского дворца-музея (Крым), Музея истории г. Иркутска им. А.М.Сибирякова, Музея христианского искусства «Церковно-археологический кабинет» (МДА, -Сергиев Посад), Музейного объединения "Музей Москвы".
Участник выставок с 1992 года.
Персональные выставки: в МГУ (1999); залах Союз писателей России (Москва, 2002, 2003, 2013); Администрации г. Чернь (2002); залах Александро-Невской лавры (Санкт-Петербург, 2006); музее Храма Христа Спасителя (Москва, 2006, 2017); Деловом центр Торгово-промышленной Палаты РФ (Москва, 2006); галерее «Ходынка» (Москва, 2007); залах Московского Союза художников (Москва, 2008); Екатеринбургском музее изобразительных искусств (2008); выставочном зале «Байкал» (Москва, 2013); Верхотурском историко-архитектурном музее-заповеднике (2018); Нижнетагильском музее изобразительных искусств (2018); Администрации Губернатора Свердловской области (2018); Мультимедийном историческом парке «Россия — Моя история» (Свердловская область, 2018); Эколого-краеведческом музее (Муравленко, 2019); Храме Александра Невского в Княжьем озере (Московская область, 2021); Историко-культурном центре «Музей ратной конницы России» (Московская область, 2021); Центральном офицерском клубе 12-го Главного управления Минобороны РФ (Москва, 2021); Синодальном отделе по взаимодействию с Вооруженными силами и Правоохранительными органами (Москва, 2021—2022); Концертном зале Правительства Москвы (2022); Белгородском государственном художественном музее (2022); выставочном зале «Родина» (Белгород, 2023), а также в Каменско-Уральске, Губкинском, Тарко-Сале, Пурпе; в Государственной Думе выставка "Русский Крым" (2024); в Совете Федерации «Династия Романовых в истории России» (2024).

## Награды
Награды РАХ
- Благодарность РАХ (2010)
- Диплом «Достойному» РАХ (2011)
- Серебряная медаль РАХ (2019)